# Monasterio de San Pantaleón de Ocrida
El monasterio de San Pantaleón (en macedonio: Свети Пантелејмон, transliterado Sveti Pantelejmon, pronunciado /'sveti pantɛlɛjˈmɔn/)  es un monasterio ortodoxo en la ciudad histórica de Ocrida, Macedonia del Norte. Pertenece a la Iglesia ortodoxa macedonia. Forma parte del conjunto naturo-cultural denominado "Patrimonio natural y cultural de la región de Ohrid", que está incluido en la lista de Patrimonio de la Humanidad de la Unesco desde 1979.

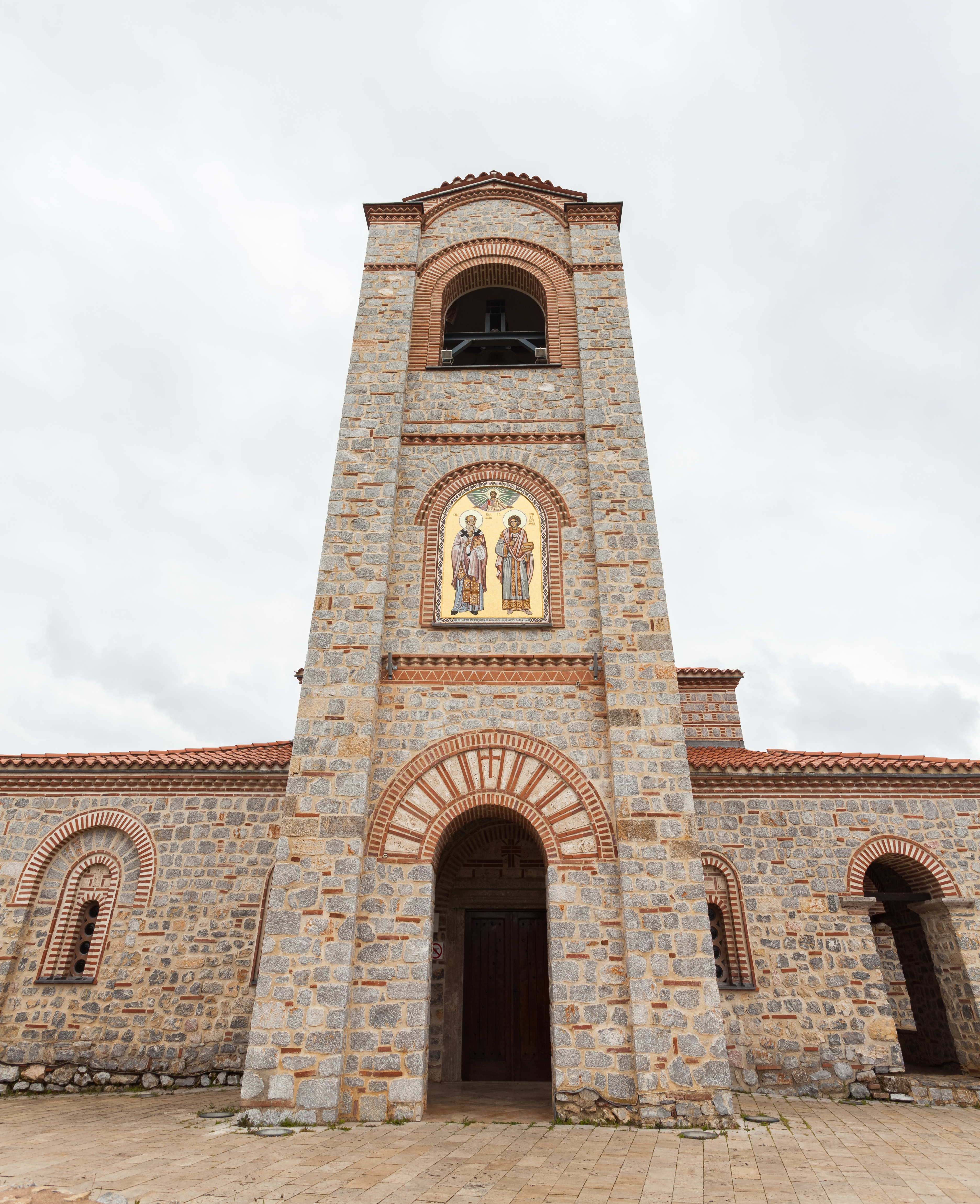
El campanario recientemente construido junto al monasterio. Un ícono sobre la entrada ilustra a San Clemente junto a San Pantaleimon, mientras Cristo los observa.

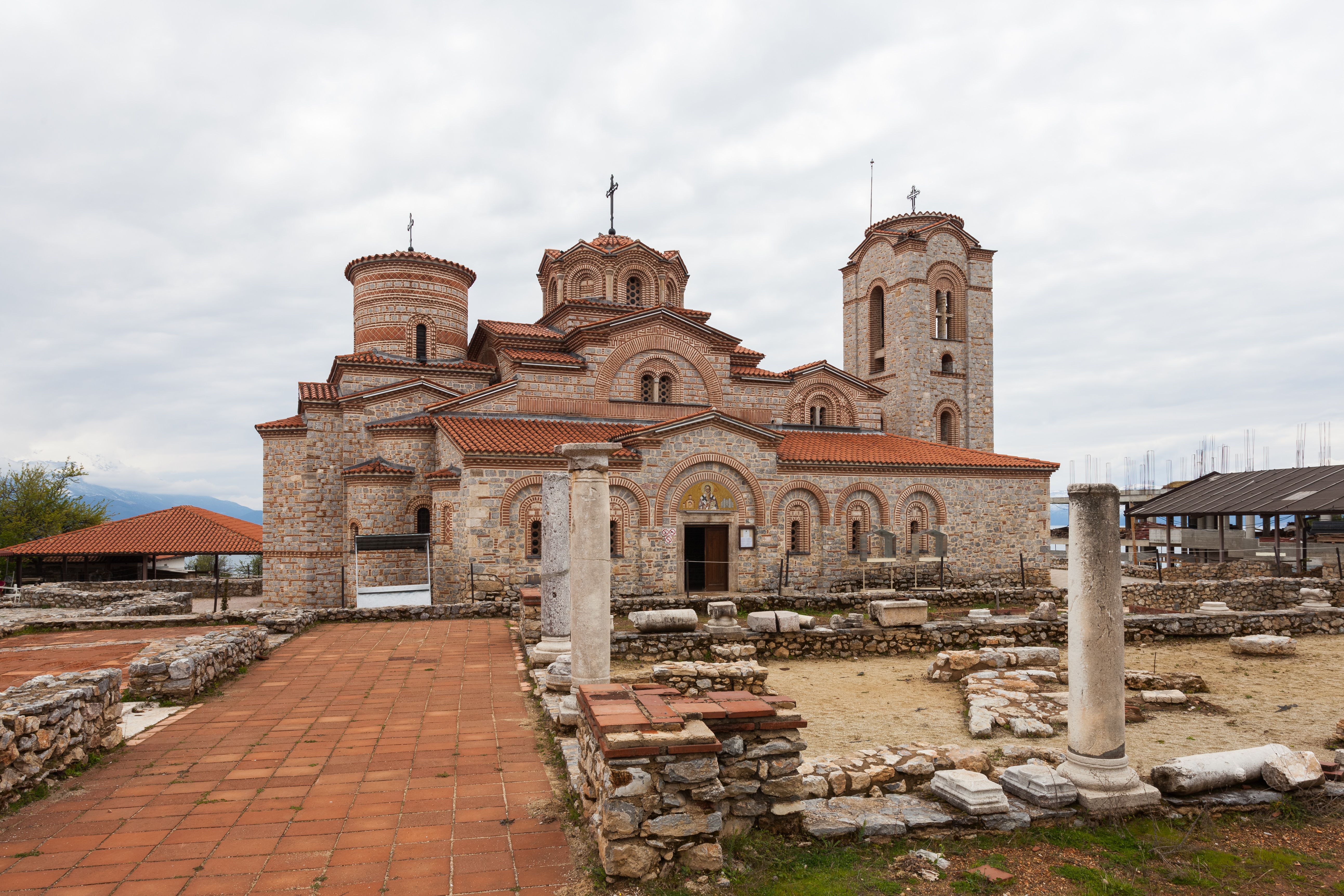
Vista lateral.

## Historia
Se atribuye su construcción a Clemente de Ocrida, discípulo de los santos Cirilo y Metodio; el mismo llegó hasta Ohrid a pedido del zar Boris I de Bulgaria, y restauró una antigua iglesia. Como no estaba satisfecho con su tamaño, construyó una nueva y más grande, y se la dedicó al mártir San Pantaleimon o Pantaleón. 
Clemente de Ocrida utilizó este nuevo monasterio como edificio litúrgico y lugar de instrucción. Según los arqueólogos, en este sitio se le enseñó por primera vez a los estudiantes el alfabeto glagolítico, utilizado para traducir la Biblia al antiguo eslavo eclesiástico. Además, el propio Clemente construyó una cripta dentro del monasterio; a su muerte en 916, fue enterrado en la misma.
Durante el siglo XV, los turcos otomanos convirtieron el monasterio en mezquita; sin embargo, un siglo más tarde permitieron la restauración de las iglesias y monasterios. Pero a fines del siglo XVI fue nuevamente destruido, y se levantó un nuevo edificio islámico, la mezquita de Imaret, que todavía existe.

## Tradición
El monasterio se considera el lugar más sagrado en toda Macedonia del Norte, y miles de cristianos ortodoxos se reúnen en la colina de Plaošnik en las grandes ocasiones religiosas, como Pascuas y Navidad, para celebrar y participar en las liturgias.